# Angata
Angata, nombre completo María Angata Veri Tahi ʻa Pengo Hare Kohou (c. 1853-diciembre de 1914) fue una líder religiosa católica Rapanui de la Isla de Pascua a fines del siglo XIX y principios del XX. Después de experimentar una visión profética en la que Dios le ordenó que retomara la tierra y el ganado, lideró una rebelión fallida en la isla contra la Compañía Williamson-Balfour, con la intención de crear una teocracia centrada en el catolicismo y los valores espirituales de Rapa Nui.

## Conversión
Angata nació alrededor de 1853 en el clan Miru. Entre 1864 y 1866, los misioneros franceses de Congregación de los Sagrados Corazones se establecieron en la Isla de Pascua y convirtieron a muchos de los rapanui al cristianismo durante un período de grave colapso de la población causado por la incursión de esclavistas peruanos y la introducción de enfermedades europeas. En 1871 Angata y su primer marido, Daniel Manu Heu Roroa, viajaron a Mangareva en las islas Gambier con el padre Hippolyte Roussel. Tuvo dos hijos de este matrimonio. Según los informes, su esposo la golpeó tan severamente que la hizo quedar jorobada de manera permanente. Sus primos lo mataron en represalia por este abuso. En Mangareva, ella comenzó a aprender las escrituras cristianas de memoria. El padre Roussel la entrenó para convertirse en catequista o maestra laica de la nueva Congregación de los Sagrados Corazones de Jesús y María.

## Retorno a la Isla de Pascua

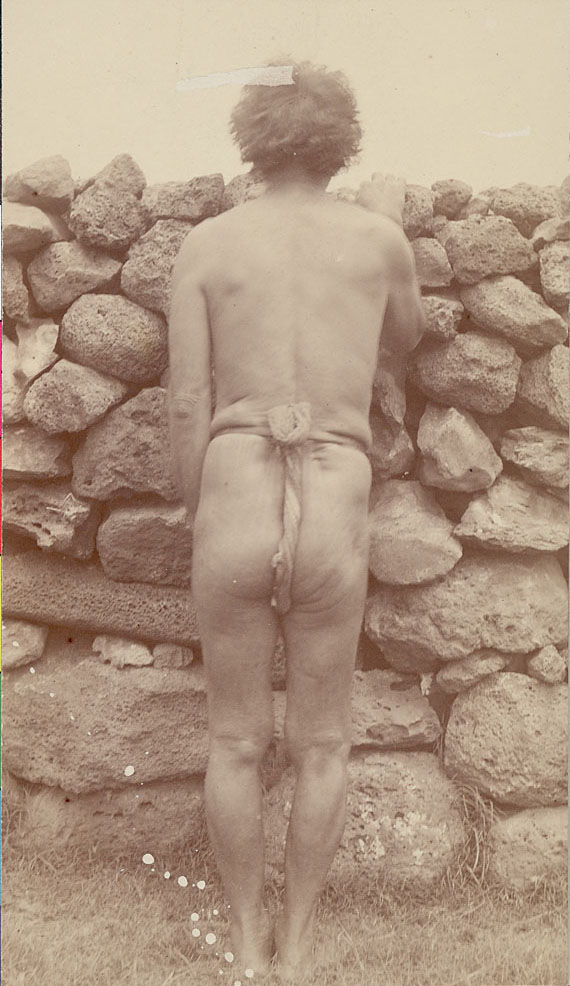
Pakomīo en taparrabos tradicional, diciembre de 1886 en la Isla de Pascua. Archivos Antropológicos Nacionales, Instituto Smithsonian.

Cuando Angata regresó a la Isla de Pascua en octubre de 1879, trabajó como co-catequista y asistente de Nicolás Pakarati y Pakomīo Māʻori Ure Kino (c. 1816 / 1836–1908 / 1909), con quien se había casado en Mangareva. Se convirtieron en los principales líderes espirituales de la isla en ausencia de un misionero residente.  Angata y su segundo esposo tuvieron seis hijos juntos. Los niños supuestamente heredaron las características vasco europeas de su padre, a pesar de que Angata y Pakomio afirmaban que eran descendientes de sangre pura de Rapa Nui. En 1892, Angata organizó a muchas de las mujeres en la isla para apoyar a su primo Siméon Riro Kāinga (ambos eran miembros del clan Miru) para el puesto de Ariki o rey de Rapa Nui. El puesto quedó vacante por la muerte de Atamu Tekena, quien había cedido la isla a Chile en 1888. Se ha argumentado que fue elegido principalmente por su buena apariencia, pero una gran parte de su éxito se debió también a la fuerte influencia de Angata, con la gente.
Riro, sin éxito, intentó reclamar la soberanía indígena en ausencia del control chileno directo desde 1892 hasta 1896. Sin embargo, Chile reafirmó su reclamo y la isla fue arrendada posteriormente a Enrique Merlet y su empresa de cría de ganado. Restringieron el acceso de los isleños a la mayoría de sus tierras, excepto a un asentamiento amurallado en Hanga Roa, al que no se les permitió salir sin permiso. El joven rey intentó protestar contra el abuso de la compañía, pero murió en circunstancias sospechosas en Valparaíso.

## Rebelión de 1914
El gerente de Merlet prohibió la realeza nativa en la isla, aunque Angata asumiría el liderazgo nominal del clan Miru y lideraría la oposición al control de la compañía. La Compañía Williamson-Balfour más tarde tomó el control del rancho de Merlet y continuó maltratando a la gente de Rapa Nui. En 1914, Angata tuvo una visión profética de que Merlet estaba muerto. Dirigió una rebelión infructuosa contra la compañía, afirmando que Dios quería que los isleños volvieran a tomar la isla, mataran el ganado del rancho y tuvieran un banquete. El 30 de junio de 1914, envió a su yerno Daniera Maria Teave Haukena al gerente de la compañía Henry Percy Edmunds con una declaración de que los nativos tenían la intención de recuperar la tierra y el ganado de la compañía. La rebelión fue aplastada el 5 de agosto cuando el buque naval chileno Banquedano llegó y arrestó a cuatro de los cabecillas. El comandante Almanzor Hernández declaró que los rapanui habían sido "plenamente justificados en hacer todo lo que habían hecho". Más tarde comentó que se alegraba de que no hubieran asesinado a Edmunds. Ninguno de los nativos fue castigado, y tres de los líderes encarcelados fueron liberados. Sin embargo Daniera fue deportado.

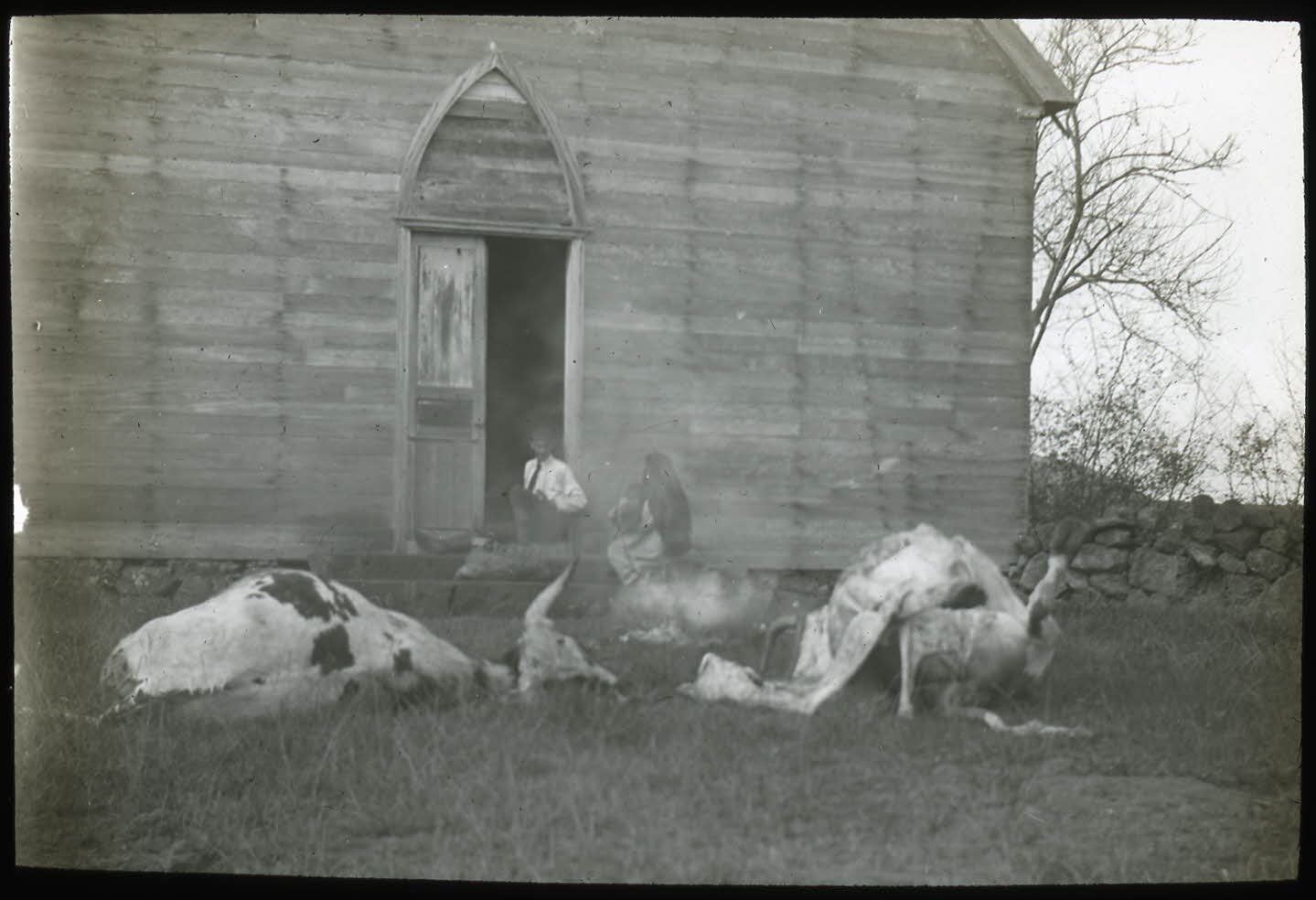
Dos cadáveres de vacas muertas delante de una casa en Hanga Roa, 1914

La rebelión, que tenía la intención de establecer un reino de Dios basado en los entendimientos de los rapanui, tuvo el efecto negativo de provocar que el gobierno chileno ejerciera una administración más fuerte. Se nombró un funcionario colonial separado (no afiliado a la compañía). La isla se abrió a la inmigración desde el continente, disminuyendo la influencia de los isleños nativos. A pesar de estos cambios, el movimiento de independencia ha continuado en la isla hasta nuestros días. Las paredes que limitan a Rapa Nui a Hanga Roa fueron derribadas en 1966.
Durante la Expedición de Maná a la Isla de Pascua en 1914, la antropóloga inglesa Katherine Routledge se reunió y habló con Angata en el punto álgido de su rebelión. Routledge intentó disuadir a la "profetisa" como se refería a ella y a su gente, de continuar sus redadas y matar al ganado de la isla Ella describe a Angata durante su entrevista: 

Era una anciana frágil, de cabello gris y ojos expresivos, con una personalidad claramente atractiva y magnética. Llevaba colgado del cuello una especie de medallón religioso, una cruz roja, creo, sobre un fondo blanco, y su hija, que la sostenía, llevaba una pequeña foto del Salvador en un marco de Oxford. Me cogió de la mano amablemente durante la entrevista, llamándome "Caterina". ... Mientras hablaba de las incursiones, su rostro se endureció y sus ojos se volvieron fanáticos; dijo algo sobre "Dios" con el gesto hacia arriba que era su costumbre de pronunciar su nombre. Me apresuré a aliviar la tensión diciendo que "Todos debemos adorar a Dios", y me alegré al ver que se me permitía participar en la Deidad. Su comportamiento se suavizó de nuevo, y mirando hacia el cielo declaró, con una confianza segura, que en su camino era sublime, "Dios nunca permitirá que los canacos sean asesinados o heridos".
Routledge, 1919, p. 145

Angata murió en diciembre de 1914, meses después de su reunión con Routledge. Su funeral, el 29 de enero de 1915, contó con la presencia de la antropóloga inglesa. Fue enterrada en el cementerio de la Iglesia de la Santa Cruz (Hanga Roa), junto a otros primeros misioneros católicos: Eugenio Eyraud, Nicolás Pakarati y Sebastián Englert.

## Véase
- Historia de Isla de Pascua